# Trials of Mana
Trials of Mana (Seiken Densetsu 3 (聖剣伝説3)) ist ein Action-Rollenspiel aus dem Jahr 1995, das von Square Enix entwickelt und für das Super Nintendo Entertainment System veröffentlicht wurde. Die Geschichte folgt sechs möglichen Protagonisten bei ihren jeweiligen Aufgaben, die sie dazu bringen, das Mana-Schwert zu erlangen und gegen eine weltenzerstörende Bedrohung zu kämpfen. Im Gameplay steuert der Spieler drei von sechs Charakteren, navigiert durch Feldumgebungen, bekämpft Feinde in Echtzeitkämpfen und nutzt Charakterklassen. Neu im Gameplay und in der Handlung ist ein Post-Game-Kapitel mit einer freischaltbaren Klasse. Der Soundtrack von Hiroki Kikuta wurde von einem großen Team unter der Aufsicht von Kikuta arrangiert.

## Handlung
Die Geschichte spielt in einer fiktiven Welt, in der Mana eine ätherische, aber endliche Energiequelle darstellt. Vor einiger Zeit erschuf die Mana-Göttin die Welt des Spiels, indem sie das mächtige Mana-Schwert schmiedete und acht Monster der Zerstörung, die Benevodons – „Gottesbestien“ in früheren Übersetzungen – damit besiegte und sie innerhalb von acht Manasteinen versiegelte, bevor sie sich umdrehte sich in den Manabaum und schläft ein. Das Spiel spielt zu einer Zeit, in der Mana zu verblassen beginnt und der Frieden zu Ende ist, da mehrere Leute planen, die Benevodons aus den Steinen zu entfesseln, um ultimative Macht zu erlangen. Das Spiel ist keine direkte Fortsetzung der Ereignisse in Secret of Mana; Laut dem Schöpfer der Serie, Koichi Ishii aus dem Jahr 2006, finden die Mana-Spiele nicht in genau derselben Welt statt, und Charaktere oder Elemente, die in verschiedenen Spielen vorkommen, werden am besten als alternative Versionen voneinander betrachtet. Stattdessen sind die Verbindungen zwischen den einzelnen Titeln eher abstrakt als geschichtenbasiert. Trotz dieser Aussage ist das Spiel Heroes of Mana aus dem Jahr 2007 ein direktes Prequel zu Trials of Mana, das 19 Jahre vor dessen Geschichte spielt.
Die Geschichte beginnt für jeden spielbaren Charakter an einem anderen Ort. Mit Ausnahme von Charlotte wird der Hauptfigur bald gesagt (oder sie beschließt anderweitig), den Rat des Priesters des Lichts in der Heiligen Stadt Wendel einzuholen. Sie erreichen die Stadt Jadd kurz nachdem die Tiermenschen eingedrungen sind. Aufgrund der Werwolfkräfte der Tiermenschen können sie nachts entkommen. Die Hauptfigur – jetzt inklusive Charlotte – auf dem Weg zu Wendel bleibt über Nacht in Astoria, wo sie von einem hellen Licht geweckt werden. Danach entpuppt es sich als eine Fee aus dem Sanktuarium des Manas, erschöpft von ihrer Reise. Aus Verzweiflung wählt die Fee die Hauptfigur als ihren Gastgeber aus und fordert sie auf, zu Wendel zu gelangen. Während sie dort dem Priester des Lichts ihre Beschwerden erklären, unterbricht die Fee sie und erklärt, dass der Manabaum stirbt und das Heiligtum in Gefahr ist. Der Priester erklärt, dass die Benevodons wieder erwachen und die Welt zerstören werden, wenn der Baum stirbt. Er erklärt weiter, dass die Feen, weil sie die Hauptfigur als Gastgeber ausgewählt haben, zum Heiligtum reisen müssen, um das Schwert des Manas vom Fuß des Manabaums zu ziehen. Sie können dann den Frieden in der Welt wiederherstellen und ihre Wünsche von der Mana-Göttin erfüllen lassen, wenn das Schwert gezogen wird, bevor der Baum stirbt. Es wird viel Kraft benötigt, um das Tor zum Heiligtum zu öffnen. Die Fee hat nicht die Kraft dazu, und der uralte Zauber, der dies tun würde, indem er die Kraft in den Manasteinen freisetzt, nimmt auch dem Zaubernden das Leben. Die bewachenden Elementargeister der Steine werden jedoch in der Lage sein, das Tor zu öffnen, wenn ihre Kräfte kombiniert werden. Nachdem sie um die Welt gereist sind, um die Geister zu holen, die anderen beiden Mitglieder der Gruppe getroffen, die Invasionsversuche von Nevarl und Altena vereitelt, die Kräfte der Feuer- und Wasser-Manasteine entdeckt und das Verschwinden des Manasteins der Dunkelheit erfahren haben Die Hauptfigur versucht übrigens, mit Hilfe der Geister das Tor zum Heiligtum des Manas zu öffnen.
Der erste Versuch schlägt fehl, aber der zweite ist erfolgreich; Die Fee erkennt, dass es geöffnet wurde, weil jemand anderes die Kraft von allen Manasteinen freigesetzt hat. Die Charaktere reisen in das Heiligtum und die Hauptfigur beansprucht das Mana-Schwert. Es wird dann entdeckt, dass die Gegner der Hauptfigur – der Crimson Wizard und der Darkshine Knight für Angela und Duran; Malocchio und Isabella für Riesz und Hawkeye; oder Goremand und eine gedankengesteuerte Heath, für Kevin und Charlotte – haben die anderen beiden Gruppen von Hauptfeinden besiegt. Die verbleibenden Gegner nehmen die Fee gefangen und werden sie nur im Austausch für das Mana-Schwert freigeben. Der Handel wird abgeschlossen, und sobald der Feind das Schwert erhält, zersplittern die Manasteine und die Benevodons werden freigelassen. Als Die Charaktere müssen dann die Benevodons besiegen, bevor sie die Welt sammeln und zerstören können. Nachdem sie dies getan haben, stellen sie jedoch fest, dass das Töten der Benevodons ihrem Hauptfeind, für den ihre eigenen persönlichen Feinde gearbeitet haben, mehr Macht verliehen hat – dem Drachenlord für Duran und Angela, der Dunklen Majestät für Hawkeye und Riesz und dem Masked Mage für Kevin und Charlotte. Der bereits mächtige Bösewicht absorbiert die Macht des Sword of Mana und der Benevodons, um ein Gott zu werden, wird aber von der Mana-Göttin aufgehalten, die einen Teil seiner Macht blockiert. Nachdem sie die Schergen des Bösewichts besiegt haben, gehen die Charaktere und besiegen ihren Hauptfeind, können ihn jedoch nicht daran hindern, den Manabaum zu zerstören und alles Mana aus der Welt zu eliminieren. Die Fee verschmilzt dann mit dem, was vom Manabaum übrig ist; Sie wird in tausend Jahren als Mana-Göttin wiedergeboren, aber bis dahin wird Mana nicht auf der Welt existieren. Am Ende des Spiels kehren die Charaktere in ihre eigenen Heimatländer zurück – iel Heroes of Mana aus dem Jahr 2007 ein direktes Prequel zu Trials of Mana, das 19 Jahre vor dessen Geschichte spielt.

### Charaktere
Angela (アンジェラ, Anjera)
Angela ist die Tochter der Königin des Magierkönigreichs Altenia. Ihre Bestimmung war es folglich eine Zauberin zu werden. Da ihr die Zauberei aber nicht liegt, spielte die stattdessen den Bewohnern von Altenia Streiche. Da die Kraft des Manas schwand und das in einer Eiswüste gelegene Altenia immer kälter wurde, kann nur die Anwendung eines Zauberspruchs mit allen acht Manasteinen das Reich retten. Als der Königin Vertrauter Purpurzauberer vorschlägt, Angela solle den Zauber ausführen und damit ihr Leben opfern, zaubert sich Angela unerwartet aus der Burg. Nun sucht sie nach einer Möglichkeit, ihre Zauberkräfte zu steigern.
Durand (デュラン, Dyuran)
Durand ist der beste Schwertkämpfer aus Valsena und lebt bei seiner Tante Stella. Nachdem er als Kind beide Eltern verloren hatte, schwor er der beste Schwertkämpfer zu werden. Doch als der Purpurzauberer aus Altenia das Schloss von Valsena angriff, war auch Durand gegen ihn machtlos. In seinem Stolz gekränkt beschloss Durand daraufhin, Valsena zu verlassen, um eines Tages den Purpurzauberer zu besiegen.
Resi (リース, Rīsu)
Resi ist die Prinzessin von Laurenzien, einem Königreich in den Bergen. Dessen Festung wurde stets von Stürmen geschützt, doch Bill und Ben aus der Nevarl-Diebesgilde tricksen Resi kleineren Bruder Eliott aus und dieser deaktiviert die Windbarriere des Schlosses. Die Soldaten von Nevarl erobern das Schloss und Bill und Ben verschleppten Eliott. Resi macht sich nun auf, ihren Bruder zu retten und ihre Heimat zurückzuerobern.
Adlerauge (ホークアイ, Hōkuai)
Adlerauge ist Mitglied der Nevarl-Diebesgilde, die von den Reichen stiehlt, nicht aber von den Armen. Geleitet wird die Gilde von Lord Flamekhan, dessen Sohn Falk der beste Freund von Adlerauge war. Doch als die Zauberin Isabella Lord Flamekhan und Falk verzaubert, gründen der Lord mit der Gilde das Königreich Nevarl. Isabella tötet Eagle und lässt es so aussehen, als habe Adlerauge ihn ermordet. So wird er ins Verlies gesperrt und von Isabella bedroht, sie werde Falks Schwester Jessica töten, wenn er den anderen die Wahrheit sage. Doch Adlerauge flieht und sucht von nun nach einer Möglichkeit, seine Freundin und Flamekhan zu retten.
Charlotte (シャルロット, Sharurotto)
Charlotte wuchs ohne Eltern, nur bei ihrem Großvater, dem Priester des Lichts, in der heiligen Stadt Wendel auf und hat mit 15 Jahren immer noch die Größe einer Achtjährigen. Sie wurde von Heidmar (ヒース, Hīsu) erzogen, da ihr Großvater kaum Zeit hatte, sich um sie zu kümmern. Als Heidmar von Charlottes Großvater nach Jadd geschickt wird, beschließt er in das nahegelegene Astoria zu reisen, um dort nach dem Rechten zu sehen. Charlotte schleicht sich aus der Stadt und reist mit ihm. Dort greifen Biestmänner Heidmar an und ein Fremder entführt ihn. So macht sie sich auf, Heidmar zu retten.
Kevin (ケヴィン, Kevin)
Kevin ist Sohn des Königs von Ferolia und der Biestmänner, die früher von den Menschen verfolgt und getötet wurden. Sein Volk zog sich zurück, bis es im Dämmermond-Wald ein eigenes Königreich aufbaute. Kevin und die anderen seines Volkes wissen nicht, dass seine Mutter ein Mensch war. Als er jedoch vom Wolfsbaby Karl angegriffen wird und zu sterben droht, verwandelt er sich in eine Bestie und tötete Karl gegen seinen Willen. Karl griff Kevin an, weil sein Vater Kevin die ganze Macht seiner biestischen Abstammung zeigen wollte. Dafür arbeitete er mit dem Seelenfresser zusammen, der ihm seine ganze Macht zur Verfügung stellte. Doch danach greift Kevin seinen eigenen Vater an und wird schließlich aus dem Schloss verjagt. Daraufhin begibt er sich auf die Suche nach einem Weg, Karl zu retten und seinen Vater zu besiegen.

## Spielprinzip
Zu Beginn des Spieles können drei Charaktere aus sechs verschiedenen ausgewählt werden. Dies stellt eine wesentliche Neuerung gegenüber den Vorgängern dar. Zudem hat jeder Charakter seine individuelle Einleitungssequenz und zwei der gewählten Charaktere besitzen immer einen gemeinsamen Feind. Einer der beiden muss sich im Verlauf des Spieles gegen sein Heimatland stellen, da sich im Manaland immer zwei Mächte in einem Konflikt befinden. Zu Beginn kann aus folgenden Personen gewählt werden:
Trials of Mana hat ein ähnliches Gameplay wie sein Vorgänger Secret of Mana. Wie viele andere Rollenspiele der 16-Bit-Ära zeigt das Spiel eine Top-Down-Perspektive, in der die drei Spielercharaktere durch das Gelände navigieren und feindliche Kreaturen bekämpfen. Die Kontrolle kann jederzeit zwischen den Charakteren weitergegeben werden; die aktuell nicht ausgewählten Gefährten werden von künstlicher Intelligenz gesteuert. Das Spiel kann von zwei Spielern gleichzeitig gespielt werden, im Gegensatz zu den dreien von Secret of Mana. Es gibt sechs mögliche Spielercharaktere. Zu Beginn des Spiels wählt der Spieler aus, welche drei davon spielbar sind und mit welcher er beginnt; Die anderen beiden spielbaren Charaktere schließen sich der Party an, wenn sie sich treffen. Die verbleibenden drei Charaktere fungieren als nicht spielbare Charaktere (NPCs), wenn sie angetroffen werden. Jeder Charakter kann zusätzlich zu magischen Zaubersprüchen eine Art von Waffe verwenden. Die Wirksamkeit von Zaubern hängt von der magischen Fähigkeit des Charakters und dem Element des Zaubers in Bezug auf den Feind ab. Im Kampfmodus füllen angreifende Monster eine Anzeige, die es dem Spieler ermöglicht, charakterspezifische Spezialangriffe einzusetzen. Wenn Sie im Kampf genügend Erfahrungspunkte gesammelt haben, kann jeder Charakter im Level aufsteigen, um verbesserte Charakterstatistiken wie Stärke und Ausweichen zu erhalten. Optionen wie das Wechseln der Ausrüstung, das Wirken von Zaubersprüchen oder das Überprüfen des Status werden ausgeführt, indem Sie durch die Ringbefehle des Spiels blättern – ein kreisförmiges Menü, das über dem kontrollierten Gruppenmitglied schwebt. Das Spiel wird angehalten, wenn das Ring Command-Menü aktiviert wird. Innerhalb des Rings hat der Spieler neun Plätze zum Aufbewahren von Gegenständen; Zusätzliche Gegenstände können im Gegenstandslager abgelegt werden, auf das im Kampf nicht zugegriffen werden kann. Der Charakterstufenfortschritt wird vom Spieler koordiniert, da er die Wahl hat, welche Statistik bei jedem Stufenaufstieg um einen Punkt erhöht werden soll. Ein „Klassen“-System ist ebenfalls vorhanden. Sobald ein Charakter Level 18 erreicht hat, kann der Spieler einen von mehreren Manasteinen besuchen, die sich im Spiel befinden, und ihn für jeden Charakter auf eine von zwei Klassen upgraden – entweder eine Klasse, die auf „Licht“ ausgerichtet ist, oder eine Klasse, die auf „Dunkel“ ausgerichtet ist. – die eine andere Reihe von Fähigkeiten und verschiedene Verbesserungen der Charakterstatistiken bietet. Ein zweiter Klassenwechsel kann optional auf Stufe 38 durchgeführt werden, wiederum aufgeteilt zwischen einer hellen und einer dunklen Wahl, wenn der Spieler einen erforderlichen seltenen Gegenstand für die Zielklasse erhalten hat. Die Klassenänderungen wirken sich nicht auf die Handlung des Spiels aus, sondern nur auf das Gameplay.

### Klassensystem
Eine weitere Neuerung stellt das Klassensystem dar, welches dem Spieler ab einem bestimmten Level erlaubt, die Klasse seiner Charaktere zu wechseln und sie somit für den Kampf besser zu machen. Dabei kann er sich für einen hellen und einen dunklen Weg des Charakters entscheiden. Dies hat mehr oder weniger Einfluss darauf, welche Art von Zaubersprüchen danach erlernt werden können und ob die Werte des Charakters eher im Defensiven oder Offensiven steigen. Duran kann bsp. auf seinem hellen Wege Heilungsmagie erlernen und einen Schild tragen. Auf dem dunklen Pfad jedoch lernt er Zauberei, welche seine Waffen und die seiner Mitstreiter elementar verändern. Bei einem zweiten Klassenwechsel, der nur mit einem bestimmten Item durchführbar ist, kann sich der Spieler ein weiteres Mal für einen hellen oder dunklen Pfad entscheiden. So ergeben sich zum Schluss 2 verschiedene Klassen (hell und dunkel) aus denen noch einmal 4 weitere gebildet werden können (hell+hell, hell+dunkel, dunkel+hell, dunkel+dunkel).

### Tag-und-Nacht-Phasen
Neu ist auch das Tages- und Nachtsystem in Seiken Densetsu 3. Die Welt wechselt während des Spielverlaufs in Tag und Nacht, eingeläutet durch Abenddämmerung und Morgengrauen. Das hat verschiedene Auswirkungen im gesamten Manareich: So tauchen nachts andere Monster auf, des Weiteren können bestimmte Personen können nur tagsüber angetroffen werden, da die meisten Bewohner nachts schlafen, und spezielle Shops haben wiederum nur bei Nacht geöffnet. Der spielbare Charakter Kevin wird nachts zum Wolf, was seine Fähigkeiten stärkt. Im Menü kann der Spieler zudem sehen, welches Elementarwesen gerade seinen Tag hat. Beispielsweise sind am Tag des Feuergeistes Salamando Feuermonster und -zauber stärker.

### Waffen und Kampf
Das Waffenorb-System mit Aufladefaktor aus Secret of Mana, wurde nicht übernommen. Der Spieler kann nun wie in jedem RPG seine Waffen im Laden kaufen und den Charakter damit ausrüsten. Tauchen dann die Monster auf, wechseln die Charaktere in den Angriffsmodus und zücken ihre Waffen, bis der Kampf vorbei ist. Dabei kann der Spieler, je nach Klasse, verschiedene Spezialattacken ausführen, welche ein oder mehrere Monster besonders hart treffen.

## Entwicklung
Im Jahr 1987 kündigte Square in Japan ein Rollenspiel mit dem Titel Seiken Densetsu an. Es sollte auf fünf Datenträgern für das Famicom Disk System erscheinen, wurde aber aufgrund der sinkenden Popularität der Plattform und finanziellen Gründen eingestellt; stattdessen wurde das erste Final-Fantasy-Spiel veröffentlicht. Es erschien 1995 für das Super Famicom exklusiv in Japan. Seit 1999 veröffentlichten Fans, u. a. unter dem Titel „Secret of Mana 2“, inoffizielle Übersetzungen des Spiels. Am 1. Juni 2017 wurde Seiken Densetsu 3 im Rahmen der Collection of Mana in Japan auch für Nintendo Switch veröffentlicht. Mit Erscheinen der Collection of Mana in Amerika und Europa am 11. Juni 2019 fand der dritte Teil der Mana-Reihe erstmals offiziell vollständig lokalisiert unter dem nun offiziellen Titel Trials of Mana den Weg in den Westen.
Seiken Densetsu 3 wurde vom Schöpfer der Serie, Koichi Ishii, entworfen. Das Spiel wurde von Hiromichi Tanaka inszeniert und von Tetsuhisa Tsuruzono produziert. Tanaka hatte zuvor an mehreren Titeln für Square gearbeitet, darunter als Designer an den ersten drei Final-Fantasy-Titeln. Der Manga- und Anime-Künstler Nobuteru Yūki war für das Charakterkonzept-Artwork verantwortlich, das auf Entwürfen von Ishii basiert. Die Produktion begann 1993, beginnend mit einer langen Zeit des Ausprobierens, in der mehrere Prototypen erstellt und verworfen wurden. Da die nächste Generation von Konsolenhardware kurz vor der Veröffentlichung stand, war das Team nicht in der Lage, die Produktion zu „verlängern“ oder ihre Existenz ruhig zu halten, wie sie es bei Secret of Mana getan hatten. Das Team hatte auch Schwierigkeiten, Personal zu halten, da viele in die Teams anderer Super Famicom-Titel wie Chrono Trigger und Romancing SaGa 3 gebracht wurden, um sie fertigzustellen. Besonders Programmierer waren gefragt, und Tanaka erinnerte sich, mit Hironobu Sakaguchi um Personal „gekämpft“ zu haben. Eine herunterladbare Demo wurde am 1. Juli 1995 in begrenztem Umfang für das Satellaview-Sendeperipheriegerät von Super Famicom veröffentlicht. Die ursprüngliche Absicht war eine „Fortsetzung“ von Secret of Mana, aber das Team verschrottete schließlich alles, was es für das vorherige Spiel produziert hatte, und baute Trials of Mana von Grund auf neu, um einen aktionsorientierteren Titel zu werden. Das Team wollte 3D-Grafiken so nahe wie möglich kommen, wobei die Design- und Hintergrundteams zusammenarbeiten, um mehrere grafische Ebenen zu erstellen. Einige ausgeschnittene Inhalte aus Secret of Mana, insbesondere Monsterdesigns, wurden für Trials of Mana wiederverwendet. Das Endprodukt war sehr groß, und das Team brachte die Super Famicom-Patrone an ihre Kapazitätsgrenze.
Ein Teil, der vor der Veröffentlichung aus Trials of Mana herausgeschnitten wurde, war der Endboss im Vulkandungeon; Obwohl von Anfang an geplant, hatte das Team wenig Zeit und musste es fallen lassen. Das Thema des Spiels ist „Unabhängigkeit“. Ishii erklärte dies so, dass er wollte, dass die Charaktere ein Gefühl der Kameradschaft haben, indem sie die Probleme des anderen teilen. Die Geschichte behielt einen leichten Ton bei, hauptsächlich aufgrund von Tanakas Beharren und Yūkis Kunstwerken. Jeder Charakter wurde sowohl um das Gameplay als auch um narrative Archetypen herum entworfen, um den Spielern Abwechslung zu bieten und Macken zu haben, die mit ihrer Erziehung zusammenhängen. Duran wurde als typische ernsthafte Heldenfigur dargestellt, wobei Hawkeye sein direktes Gegenteil war. Kevin wurde aufgenommen, da das Team einen transformierenden Charakter wollte. Charlotte wurde mit Popoi aus Secret of Mana verglichen, da sie trotz einer dunklen Vergangenheit ein fröhliches Auftreten hatte. Angela wirkt aufgrund der Vernachlässigung durch ihre Mutter egoistisch und dreist, während sich Riesz' Erzählung auf ihren „Bruderkomplex“ konzentriert, der darauf zurückzuführen ist, dass sie ihre eigene Mutter in jungen Jahren verloren hat. Das Kunstwerk wurde so gestaltet, dass es eher einem Bilderbuch als irgendetwas Realistischem nachempfunden ist, was durch die Verwendung sanfter Farben betont wird. Ein Großteil der grundlegenden Erzählung wurde von Tanaka konzipiert, obwohl aufgrund von Hardwarebeschränkungen und Produktionszeit die Variation zwischen einzelnen Handlungssträngen begrenzt war.

### Lokalisierung
Während der Entwicklung des Spiels und nach seiner Veröffentlichung in Japan am 30. September 1995 wurde Seiken Densetsu 3 im Ausland als Secret of Mana 2 bekannt, obwohl eine Vorschau in Next Generation im August 1995 es bei seinem ursprünglichen Namen nannte, obwohl es immer noch so hieß eine Fortsetzung von Secret of Mana. Die Vorschau vermerkte die sechs Charaktere, das Kalendersystem und eine Spielwelt, die „drei- bis viermal“ so groß war wie das vorherige Spiel, obwohl sie auch berichtete, dass das Spiel von drei Spielern gespielt werden könnte, nicht von zwei. Square gab 1995 in einer Ausgabe seines nordamerikanischen Newsletters an, dass sie planten, das Spiel in der zweiten Jahreshälfte zu veröffentlichen. Eine zweite Vorschau in Next Generation im Februar 1996 mit dem Titel Secret of Mana 2 gab an, dass die Veröffentlichung des Spiels in Nordamerika von der amerikanischen Niederlassung von Square aufgrund von Programmierfehlern abgesagt worden war, die sie für unmöglich hielten, rechtzeitig zu beheben.
Vor 2019 wurde Seiken Densetsu 3 nicht außerhalb Japans veröffentlicht. Retro Gamer erklärte 2011, dass die Lokalisierung des Spiels für Nordamerika oder Europa „ein Vermögen gekostet hätte“ und dass der Aufstieg der konkurrierenden PlayStation- und Sega Saturn-Konsolen die Vorteile der Ausgaben für ein Super Nintendo Entertainment System (SNES) schmälerte. Spiel. Ein weiterer vorgeschlagener Grund waren glanzlose Verkäufe von Secret of Mana im Ausland. Nintendo Power sagte einige Monate nach der Veröffentlichung von Seiken Densetsu 3 in Japan, dass die Wahrscheinlichkeit einer Veröffentlichung des Spiels in Nordamerika aufgrund von Problemen „technischer Natur“ gering sei und dass die Produktion viel zu kostspielig gewesen wäre die Zeit. Dies wird weiter von Brian Fehdrau, dem leitenden Programmierer von Squares zeitgenössischem Spiel Secret of Evermore, unterstützt, der erwähnte, dass Seiken Densetsu 3 einige Softwarefehler aufwies, die die Wahrscheinlichkeit einer Zertifizierung durch Nintendo of America ohne umfangreiche Arbeit beeinträchtigten. Im Jahr 2020 gab der Serienproduzent Masaru Oyamada bekannt, dass die Größe des Spiels bedeutete, dass auf der Kassette keine freie Kapazität für Lokalisierungsdaten vorhanden war.
Es gab ein offensichtliches Missverständnis unter Videospielfans, dass der SNES-Titel Secret of Evermore 1995 anstelle einer englischsprachigen Version von Seiken Densetsu 3 veröffentlicht wurde. Secret of Evermore wurde von einem neuen Team namens Square in Squares Büro in Redmond, Washington, entwickelt Sanft. Laut Fehdrau wäre niemand, der am Evermore-Projekt gearbeitet hat, an einer Übersetzung von Seiken Densetsu 3 beteiligt gewesen; Das Redmond-Team wurde speziell für die Erstellung von Evermore eingestellt. 1999 wurde ein Fan-Übersetzungsprojekt für Seiken Densetsu 3 unter der Leitung von Neill Corlett erfolgreich abgeschlossen und im Internet als inoffizieller Patch verfügbar gemacht, der auf ROMs des Spiels angewendet werden konnte, wenn es mit einem Emulator gespielt oder auf einer Super NES-Konsole gespielt wurde mit einem Entwicklungskit oder Backup-Gerät.
Nach der japanischen Veröffentlichung der Seiken Densetsu Collection, einer Zusammenstellung der ersten drei Spiele der Mana-Serie, für die Nintendo Switch am 1. Juni 2017 wurden die Mitarbeiter von Square Enix auf das ausländische Interesse an der Zusammenstellung aufmerksam. Während der Entwicklung des kommenden Remakes schlugen Mitglieder des Western-Teams von Square Enix vor, auch den Originaltitel zur Verfügung zu stellen. Um das Spiel zu lokalisieren, wurde ein erneuter Besuch der ursprünglichen Entwicklungsumgebung für das Super Nintendo Entertainment System durchgeführt, was die Unterstützung von Nintendo erforderte. Aufgrund der erweiterten Speicherkapazitäten der Switch gab es wenig Probleme mit der Lokalisierung des Titels. Die Arbeit an der Lokalisierung des Spiels für Englisch und andere europäische Sprachen dauerte etwa ein Jahr. Ishii forderte, dass der Titel für das Remake ein Wort mit der Zahl „3“ enthält. Square Enix entschied sich für „Trials of Mana“, weil es sich auf die Prüfungen der Protagonisten bezog, nur drei von sechs Charakteren ausgewählt werden konnten, die sich zu „Dreiecksgeschichten“ entwickelten, und es das Präfix „tri“ mit der entsprechenden Zahl „3“ enthielt mit Ishiis Wünschen. Das lokalisierte Spiel mit dem Titel Trials of Mana wurde schließlich als Teil der Collection of Mana nach Übersee gebracht, die am 11. Juni 2019 in Nordamerika und der PAL-Region veröffentlicht wurde.

### Musik
Die Partitur für Seiken Densetsu 3 wurde von Hiroki Kikuta komponiert, der zuvor die Musik für Secret of Mana als seine erste Videospielpartitur komponiert hatte. Kikuta führte die Soundauswahl, Bearbeitung, Effektdesign und Datencodierung selbst durch. Genau wie bei Secret of Mana verbrachte Kikuta fast 24 Stunden am Tag in seinem Büro und wechselte zwischen Komponieren und Bearbeiten, um einen Soundtrack zu erstellen, der seiner Meinung nach „immersiv“ und „dreidimensional“ sein würde. Anstatt vorgefertigte MIDI-Samples von Instrumenten zu verwenden, wie die meisten Spielmusikkomponisten der damaligen Zeit, erstellte Kikuta seine eigenen MIDI-Samples, die den Hardwarefähigkeiten des Super Famicom entsprachen, damit er genau wusste, wie die Stücke stattdessen auf der Hardware des Systems klingen würden mit Audio-Hardware-Unterschieden zwischen dem ursprünglichen MIDI-Sampler und dem SNES umgehen zu müssen. Die Musik des Soundtracks wurde von Freddie W. von RPGFan als „federnd, energisch, fließend und gelassen“ beschrieben und ist bekannt für die Verwendung von Klavier und Schlagzeug. Er nannte es weiter eine „verfeinerte und ausgereiftere“ Version des Soundtracks von Secret of Mana. Das 1995er Soundtrack-Album Seiken Densetsu 3 Original Sound Version sammelt 60 Musiktitel von Seiken Densetsu 3.
Es wurde von NTT Publishing veröffentlicht und 2004 von Square Enix neu veröffentlicht. Das Hauptthema von Secret of Mana, „Angel’s Fear“, ist ebenfalls in Seiken Densetsu 3 als Teil von „Where Angels Fear to Tread“ zu sehen. Zusätzlich zum Original-Soundtrack-Album wurde 1993 ein arrangiertes Album mit Musik von Secret of Mana und Seiken Densetsu 3 als Secret of Mana + produziert. Die Musik auf dem Album wurde komplett von Kikuta komponiert und arrangiert. „Secret of Mana+“ enthält einen einzigen Track mit dem Titel „Secret of Mana“, der Themen aus der Musik von „Secret of Mana“ und „Seiken Densetsu 3“ enthält, das sich damals noch in der Entwicklung befand. Der Stil des Albums wurde von Kritikern als „experimentell“ beschrieben, wobei „seltsame Geräusche“ wie Wasserfälle, Vogelrufe, Handygeräusche und „Tippgeräusche“ verwendet wurden. Secret of Mana+ wurde ursprünglich von NTT Publishing/Square veröffentlicht und 1995 und 2004 von NTT Publishing nachgedruckt. Der Titel „Meridian Child“ aus dem Original-Soundtrack wurde 1996 vom Kanagawa Philharmonic Orchestra für das fünfte Orchestral Game Concert aufgeführt. „Meridian Child“ wurde am 6. Februar 2011 erneut aufgeführt, als das Eminence Symphony Orchestra ein Konzert in Tokio spielte as Teil der Konzertreihe Game Music Laboratory als Hommage an die Musik von Kenji Ito und Hiroki Kikuta. Eines der begleitenden Notenbücher für die Mana-Reihe, die erste Ausgabe von Seiken Densetsu Best Collection Piano Solo Sheet Music, enthielt Stücke aus Seiken Densetsu 3, die von Asako Niwa als Klaviersoli für Anfänger bis Fortgeschrittene neu geschrieben wurden, obwohl sie so klingen sollten die Originale.

## Remake
Trials of Mana (Seiken Densetsu 3 (聖剣伝説3)) ist ein Action-Rollenspiel aus dem Jahr 2020, das von Xeen entwickelt und von Square Enix für Microsoft Windows, Nintendo Switch und PlayStation 4 veröffentlicht wurde. Ein mobiler Port wurde im folgenden Jahr veröffentlicht. Es ist ein 3D-Remake des gleichnamigen Super-Famicom-Titels von 1995, dem dritten Spiel der Mana-Serie. Die Geschichte folgt sechs möglichen Protagonisten bei ihren jeweiligen Aufgaben, die sie dazu bringen, das Mana-Schwert zu erlangen und gegen eine weltenzerstörende Bedrohung zu kämpfen. Im Gameplay steuert der Spieler drei von sechs Charakteren, navigiert durch Feldumgebungen, bekämpft Feinde in Echtzeitkämpfen und nutzt Charakterklassen. Neu im Gameplay und in der Handlung ist ein Post-Game-Kapitel mit einer freischaltbaren Klasse. Das Remake wurde 2017 während der Produktion eines Remakes für Secret of Mana (1993) konzipiert. Die Produktion von Trials of Mana wurde durch die westliche Nachfrage angespornt, da das ursprüngliche Spiel nicht lokalisiert worden war. Ursprünglich ein nahezu direktes Remake mit Plänen für Multiplayer wie im Original, entschied sich das Team stattdessen für ein 3D-Einzelspieler-Erlebnis, das einige Aspekte optimierte und Inhalte hinzufügte, während es insgesamt treu blieb. Der Soundtrack von Hiroki Kikuta wurde von einem großen Team unter der Aufsicht von Kikuta arrangiert. Das Remake wurde auf der E3 2019 angekündigt, wobei die Lokalisierung eine Simultanübersetzung in acht Sprachen erfordert. Die Aufnahme des Spiels bei der Veröffentlichung war im Allgemeinen positiv, wobei der neu gestaltete Kampf und der Soundtrack gelobt wurden, obwohl viele den englischen Dub und die archaischen Elemente bemängelten. Es verkaufte sich über die Erwartungen von Square Enix hinaus und verkaufte sich bis Februar 2021 weltweit über eine Million Mal.